# Ellen Ternan
Ellen Lawless Ternan (Rochester, Kent, 3 de marzo de 1839 - Fulham, 25 de abril de 1914), también conocida como Nelly Ternan o Nelly Robinson, fue una actriz inglesa conocida por su asociación con el famoso autor Charles Dickens.

## Nacimiento y vida familiar
Ellen Ternan nació en Rochester, Kent. Ella era la tercera de cuatro hijos; tenía un hermano que murió en la infancia y dos hermanas llamadas Maria y Frances (quien fue la segunda esposa de Thomas Adolphus Trollope, el hermano de Anthony Trollope ). Sus padres, Thomas Lawless Ternan y Frances Eleanor Ternan (de soltera, Eleanor Jarman), fueron actores de cierta distinción.

## Teatro
Ternan hizo su debut teatral en Sheffield a la edad de tres años, y ella y sus dos hermanas fueron presentadas como "fenómenos infantiles". Aunque a Ellen se la consideró la menos talentosa de las tres hermanas para el teatro  trabajó extensamente en las provincias, particularmente después de la muerte de su padre en octubre de 1846 en el manicomio Bethnal Green.
En 1857, Charles Dickens la vio actuando en el Haymarket Theatre de Londres. La eligió, por recomendación de su amigo, actor y dramaturgo Alfred Wigan, junto con su madre y su hermana María, para tres representaciones de The Frozen Deep en Mánchester en agosto de 1857. No era raro que se invitara a actrices profesionales a presentarse con caballeros aficionados; la Sra. Ternan interpretó a una enfermera escocesa; María, la heroína Clara; y Nelly (Ellen) tomó el papel de niña de Katey Dickens, la hija de diecisiete años de Dickens.

## Asociación con Charles Dickens
A mediados de septiembre de 1857, Charles Dickens fue con Wilkie Collins a Doncaster para ver a Ellen actuar en La mascota de las enaguas en el Theatre Royal, y le escribió a John Forster que su relación con su esposa se estaba desintegrando; 'Pobre Catherine y yo no estamos hechos el uno para el otro [-] Lo que ahora está sucediendo lo veía venir constantemente'.
Dickens tenía 45 años cuando conoció a Ellen Ternan. Ella tenía 18 años en ese momento, solo un poco mayor que su hija Katey. Se cree que Dickens comenzó un romance con Ternan; sin embargo, la verdadera naturaleza de su relación se mantuvo en secreto para el público en general. Ternan era inteligente, encantadora, con un carácter fuerte y muy interesada en la literatura y el teatro. Dickens se refirió a Ternan como su "círculo mágico de uno". Según se sabe, las cosas llegaron a un punto crítico en 1858 cuando Catherine Dickens abrió un paquete entregado por un joyero londinense que contenía un brazalete de oro destinado a Ternan con una nota escrita por su marido. Charles y Catherine Dickens se separaron ese mayo, después de 22 años de matrimonio.
Ternan dejó el escenario en 1860 y desde ese momento fue apoyada económicamente por Dickens. A veces viajaba con él, como el día del accidente ferroviario de Staplehurst el 9 de junio de 1865 cuando Dickens viajaba con Ternan y su madre de regreso de una visita a Francia. Al parecer, abandonó un plan para llevarla a su visita a Estados Unidos en 1867 por temor a que la prensa estadounidense publicitara su relación. Vivía en casas que él tomó con nombres falsos en Slough y luego en Nunhead. Se especuló mucho sobre la verdad del asunto pero Ternan pudo haber dado a luz a un hijo de Dickens que murió en la infancia. Hay poca evidencia relacionada con la naturaleza de la relación de Charles Dickens y Ellen Ternan porque ni Dickens, Ternan ni las hermanas de Ternan dejaron ningún relato de la relación y la mayor parte de la correspondencia relativa a la relación fue destruida. Muchos eruditos y comentaristas creen que Dickens basó varios de sus personajes femeninos en Ternan, incluyendo a Estella en Great Expectations, Bella Wilfer en Our Mutual Friend y Helena Landless en The Mystery of Edwin Drood, y otros pueden haberse inspirado en ella, particularmente Lucie Manette en A Tale of Two Cities. Dickens dejó un legado de £ 1,000 a Ternan en su testamento tras su muerte en 1870 y suficientes ingresos de un fondo fiduciario para asegurarse de que ella nunca más tuviera que trabajar.

## Vida posterior y matrimonio
En 1876, seis años después de la muerte de Dickens, Ternan se casó con George Wharton Robinson, un graduado de Oxford, que era 12 años menor que ella y no sabía nada de su estrecha relación con Dickens. Se presentó como 14 años más joven (23 años, en lugar de 37). La pareja tuvo un hijo, Geoffrey, y una hija, Gladys, y dirigía una escuela de varones en Margate. El esposo de Ternan murió en 1910 y ella pasó sus últimos años en Southsea con su hermana Frances. Murió de cáncer en Fulham, Londres y está enterrada en el cementerio de Highland Road en Portsmouth.

## Especulación e investigación
La asociación The Dickens Fellowship y la familia cercana que sobrevivió a Charles Dickens mantuvieron silencio y negación sobre el asunto desde el momento su muerte en 1870 y hasta la muerte en diciembre de 1933 de su último hijo, Sir Henry Fielding Dickens. Algunos investigadores de Dickens escribieron sobre varios aspectos de la relación entre Ellen Ternan y Charles Dickens en los años siguientes, incluida Gladys Story en 1939, Ada Nisbet en 1952, Sir Felix Aylmer en 1959 y Katherine M Longley en 1985. Ellen Ternan fue objeto de una biografía de gran éxito de ventas de Claire Tomalin en 1990, que llevó la relación a una audiencia general más amplia. En 2012, el profesor Michael Slater publicó un resumen de la historia del descubrimiento de la relación.
Algunos registros relacionados con Ellen Ternan y su familia se encuentran en la Biblioteca del Senado de la Universidad de Londres.

## Representación en teatro y televisión
La obra de Simon Gray sobre su vida, Little Nell, tuvo su estreno mundial en 2007 en el Theatre Royal, Bath . Fue dirigida por Sir Peter Hall y protagonizada por Louise Brealey como Ternan. El asunto apareció en los docudramas Dickens (BBC, 2002) y Dickens 'Secret Lovers (2008, Channel 4; fue el tema principal de este programa, presentado por Charles Dance y con Ternan interpretada por Amy Shiels y Dickens por David Haig ). Ternan también aparece en la novela Drood de Dan Simmons.
The Invisible Woman es una adaptación cinematográfica de 2013 del libro de Tomalin sobre la relación de Ternan con Charles Dickens. Ternan es interpretado por Felicity Jones y Dickens por Ralph Fiennes, con una diferencia de edad de 21 años entre los actores similar a la diferencia de 27 años entre Ternan y Dickens.